# Associazione Sportiva Roma 2024-2025 (femminile)
Questa voce raccoglie le informazioni riguardanti la squadra femminile dell'Associazione Sportiva Roma nelle competizioni ufficiali della stagione 2024-2025.

## Stagione
Quella del 2024-25 è stata la settima stagione in Serie A femminile della Roma, la terza a carattere professionistico nella storia della Serie A. Alla guida tecnica è stato confermato Alessandro Spugna. Questa stagione ha visto la terza partecipazione consecutiva della Roma all'UEFA Women's Champions League, partendo dal secondo turno preliminare del percorso campioni, grazie alla vittoria della Serie A 2023-24. Superando le svizzere del Servette Chênois, vincendo sia la gara d'andata che quella di ritorno, la squadra ha conquistato l'accesso alla fase a gironi della Women's Champions League per la terza volta di fila. Sorteggiata nel gruppo A assieme alle francesi dell'Olympique Lione, alle tedesche del Wolfsburg e alle turche del Galatasaray, la Roma ha ottenuto tre vittorie e tre sconfitte, concludendo a pari punti col Wolfsburg, ma venendo eliminata dalla competizione per il peggior risultato negli scontri diretti.
Dopo aver iniziato il campionato di Serie A con due pareggi di fila, il primo dei quali nel derby contro la Lazio neopromossa, e con due vittorie nelle prime sei gare, la Roma ha vinto quattro partite consecutive, risalendo in terza posizione. Ha mantenuto quasi stabilmente il terzo posto in classifica fino al termine della stagione regolare, accedendo alla poule scudetto, ma con uno svantaggio di dieci punti dalla capolista Juventus. La squadra ha poi mantenuto la terza posizione nella poule scudetto, sebbene perdendo quattro delle otto partite complessive; vincendo in trasferta contro la Fiorentina l'ultima giornata, ha evitato di perdere la terza posizione, ottenendo così l'accesso all'UEFA Women's Champions League, e concludendo con 45 punti conquistati, frutto di 13 vittorie, 6 pareggi e 7 sconfitte.
In Coppa Italia la Roma ha raggiunto la finale per il quinto anno consecutivo. Dopo aver eliminato il Bologna agli ottavi di finale, ai quarti di finale ha superato il Napoli dopo aver pareggiato la gara di ritorno nei minuti di recupero del secondo tempo. In semifinale la Roma ha battuto il Sassuolo sia all'andata che al ritorno, qualificandosi per la finale. In finale è stata sconfitta dalla Juventus per 4-0, subendo tutte le reti nell'arco di una ventina di minuti nel primo tempo.
Il 6 gennaio 2025 ha vinto la sua seconda Supercoppa italiana, battendo la Fiorentina per 3-1 nella finale disputata a La Spezia.

## Divise e sponsor
La grafica delle divise è la stessa della squadra maschile della Roma, tranne per lo scudetto che campeggia al centro della maglia. Nuovo main sponsor è la casa automobilistica Toyota, mentre si conferma lo sponsor tecnico, fornitore delle tenute da gioco, Adidas.
| Casa | Trasferta | 1ª portiere |

## Organigramma societario
Di seguito l'organigramma societario.
Area direttiva
- Presidente: Dan Friedkin
- Vicepresidente esecutivo: Ryan Friedkin
- Amministratore Delegato: Lina Souloukou
- Consiglieri: Marc Watts, Eric Williamson
- General Manager: Tiago Pinto
- Chief Executive Officer: Lina Souloukou
- Direttore Sportivo: Mauro Leo
- Comitato nomine e remunerazioni e Comitato per il controllo interno e la gestione dei rischi: Benedetta Navarra, Mirella Pellegrini, Ines Gandini

Area tecnica
- Allenatore: Alessandro Spugna
- Vice allenatore: Leonardo Montesano
- Collaboratore: Riccardo Ciocchetti
- Preparatore portieri: Mauro Patrizi
- Medico sociale: Paola Sbriccoli
- Fisioterapista: Andrea Mangino
- Magazziniere: Stefano Corti
- Team manager: Ilaria Inchingolo
- Segretario: Andrea Rubiolo
- Direttore organizzativo: Carlo Stigliano

## Rosa
Rosa e numeri aggiornati all'11 febbraio 2025.
| N. |                      | Ruolo | Calciatrice                  |
| -- | -------------------- | ----- | ---------------------------- |
| 1  | Rep. Ceca (bandiera) | P     | Olivie Lukášová              |
| 2  | Giappone (bandiera)  | D     | Moeka Minami                 |
| 3  | Italia (bandiera)    | D     | Lucia Di Guglielmo           |
| 6  | Spagna (bandiera)    | D     | Oihane Valdezate             |
| 7  | Canada (bandiera)    | A     | Evelyne Viens                |
| 8  | Giappone (bandiera)  | C     | Saki Kumagai                 |
| 9  | Italia (bandiera)    | A     | Valentina Giacinti           |
| 10 | Italia (bandiera)    | C     | Manuela Giugliano (capitano) |
| 11 | Norvegia (bandiera)  | A     | Emilie Haavi                 |
| 12 | Romania (bandiera)   | P     | Camelia Ceasar               |
| 14 | Svizzera (bandiera)  | D     | Eseosa Aigbogun              |
| 15 | Italia (bandiera)    | C     | Giulia Dragoni               |
| 16 | Italia (bandiera)    | A     | Alice Corelli                |
| 17 | Svizzera (bandiera)  | A     | Alayah Pilgrim               |
| 18 | Italia (bandiera)    | A     | Benedetta Glionna            |
| 19 | Austria (bandiera)   | D     | Verena Hanshaw               |

| N. |                          | Ruolo | Calciatrice          |
| -- | ------------------------ | ----- | -------------------- |
| 19 | Nigeria (bandiera)       | C     | Shukurat Oladipo     |
| 20 | Italia (bandiera)        | C     | Giada Greggi         |
| 21 | Canada (bandiera)        | C     | Mia Pante            |
| 22 | Italia (bandiera)        | C     | Marta Pandini        |
| 23 | Francia (bandiera)       | D     | Hawa Cissoko         |
| 24 | Danimarca (bandiera)     | C     | Kathrine Møller Kühl |
| 25 | Danimarca (bandiera)     | D     | Frederikke Thøgersen |
| 30 | Austria (bandiera)       | P     | Isabella Kresche     |
| 32 | Italia (bandiera)        | D     | Elena Linari         |
| 35 | Italia (bandiera)        | A     | Rosanna Ventriglia   |
| 47 | Italia (bandiera)        | A     | Giulia Galli         |
| 48 | Corea del Sud (bandiera) | C     | Kim Shin-ji          |
| 51 | Danimarca (bandiera)     | D     | Sanne Troelsgaard    |
| 52 | Italia (bandiera)        | P     | Liliana Merolla      |
| 88 | Slovenia (bandiera)      | C     | Maja Madon           |

## Calciomercato

### Sessione estiva
| Acquisti | Acquisti                 | Acquisti              | Acquisti      |
| R.       | Nome                     | da                    | Modalità      |
| -------- | ------------------------ | --------------------- | ------------- |
| P        | Isabella Kresche         | Sassuolo              | svincolata    |
| P        | Olivie Lukášová          | Slavia Praga          | definitivo    |
| D        | Hawa Cissoko             | West Ham              | definitivo    |
| D        | Heden Corrado            | Pomigliano            | fine prestito |
| D        | Verena Hanshaw           | Eintracht Francoforte | definitivo    |
| C        | Giulia Dragoni           | Barcellona            | prestito      |
| C        | Valentina Gallazzi       | Napoli                | fine prestito |
| C        | Marta Pandini            | Inter                 | fine prestito |
| C        | Cecilia Prugna           | Sassuolo              | fine prestito |
| C        | Mina Schaathun Bergersen | Como                  | fine prestito |
| C        | Frederikke Thøgersen     | Inter                 | definitivo    |
| A        | Alice Corelli            | Napoli                | fine prestito |
| A        | Victoria Della Peruta    | Sampdoria             | definitivo    |
| A        | Bárbara Latorre          | Levante Las Planas    | fine prestito |
| A        | Alva Selerud             | Linköping             | fine prestito |

| Cessioni | Cessioni                 | Cessioni            | Cessioni   |
| R.       | Nome                     | a                   | Modalità   |
| -------- | ------------------------ | ------------------- | ---------- |
| P        | Tinja-Riikka Korpela     | Servette Chênois    | definitivo |
| P        | Stéphanie Öhrström       |                     | ritirata   |
| P        | Valentina Soggiu         | ChievoVerona FM     | prestito   |
| D        | Elisa Bartoli            | Inter               | definitivo |
| D        | Heden Corrado            | Ternana             | prestito   |
| D        | Anja Sønstevold          |                     | ritirata   |
| C        | Claudia Ciccotti         | Ternana             | definitivo |
| C        | Norma Cinotti            | Sampdoria           | prestito   |
| C        | Laura Feiersinger        | Colonia             | definitivo |
| C        | Valentina Gallazzi       | Sassuolo            | prestito   |
| C        | Zara Kramžar             | Como                | prestito   |
| C        | Giada Pellegrino Cimò    | Sampdoria           | prestito   |
| C        | Cecilia Prugna           | Sassuolo            | prestito   |
| C        | Mina Schaathun Bergersen | Como                | [ 32 ]     |
| C        | Martina Tomaselli        | Inter               | [ 33 ]     |
| A        | Victoria Della Peruta    | Sampdoria           | prestito   |
| A        | Bárbara Latorre          | Deportivo La Coruña | [ 32 ]     |
| A        | Alva Selerud             | Häcken              | [ 32 ]     |

### Sessione invernale
| Acquisti | Acquisti              | Acquisti              | Acquisti      |
| R.       | Nome                  | da                    | Modalità      |
| -------- | --------------------- | --------------------- | ------------- |
| P        | Valentina Soggiu      | ChievoVerona FM       | fine prestito |
| C        | Kathrine Møller Kühl  | Arsenal               | definitivo    |
| C        | Kim Shin-ji           | Gyeongbuk Uiduk Univ. | definitivo    |
| C        | Shukurat Oladipo      | Robo Queens           | definitivo    |
| C        | Mia Pante             | Texas A&M Aggies      | definitivo    |
| A        | Victoria Della Peruta | Sampdoria             | fine prestito |

| Cessioni | Cessioni              | Cessioni              | Cessioni   |
| R.       | Nome                  | a                     | Modalità   |
| -------- | --------------------- | --------------------- | ---------- |
| P        | Valentina Soggiu      | Como                  | prestito   |
| D        | Verena Hanshaw        | West Ham              | definitivo |
| C        | Saki Kumagai          | London City Lionesses | definitivo |
| A        | Victoria Della Peruta | Fiorentina            | definitivo |

## Risultati

### Serie A

#### Prima fase

##### Girone di andata
| Arbitro: | Milone (Taurianova) |

|                            |           |                           |
| Le Bihan 44’ Castiello 59’ | Marcatori | 12’ Giacinti 90+2’ Linari |

| Arbitro: | Castellone (Napoli) |

|               |           |              |
| Giugliano 15’ | Marcatori | 16’ Clelland |

| Arbitro: | Tropiano (Bari) |

|               |           |                                   |
| Karlernäs 23’ | Marcatori | 35’, 45’ Viens 49’ (aut.) Gilardi |

| Arbitro: | Vogliacco (Bari) |

|                              |           |              |
| Giugliano 20’, 37’ Viens 27’ | Marcatori | 80’ Giordano |

| Arbitro: | Mucera (Palermo) |

|                      |           |                       |
| Karchouni 88’ (rig.) | Marcatori | 42’ (aut.) Milinković |

| Arbitro: | Calzavara (Varese) |

|                          |           |               |
| Bonansea 13’ Cantore 35’ | Marcatori | 90+3’ Glionna |

| Arbitro: | Angelillo (Nola) |

|                            |           |         |
| Giugliano 22’ Giacinti 75’ | Marcatori | 5’ Ijeh |

| Arbitro: | Poli (Verona) |

|                |           |                                                             |
| Bertucci 90+2’ | Marcatori | 6’ Haavi 12’ Pandini 18’ Viens 86’ Di Guglielmo 89’ Pilgrim |

| Arbitro: | Djurdjevic (Trieste) |

|           |           |  |
| Greggi 9’ | Marcatori |  |

##### Girone di ritorno
| Arbitro: | Burlando (Genova) |

|                               |           |                      |
| Di Guglielmo 57’ Giacinti 72’ | Marcatori | 89’ (aut.) Thøgersen |

| Arbitro: | Cerbasi (Arezzo) |

|            |           |                      |
| Prugna 10’ | Marcatori | 35’ (rig.) Giugliano |

| Arbitro: | Di Reda (Molfetta) |

|                               |           |               |
| Di Guglielmo 59’ Giacinti 67’ | Marcatori | 10’ Karlernäs |

| Arbitro: | Gianquinto (Parma) |

|             |           |                            |
| Moretti 17’ | Marcatori | 87’ Giugliano 90+2’ Minami |

| Arbitro: | Andreano (Prato) |

|               |           |                         |
| Thøgersen 13’ | Marcatori | 11’ Polli 55’ Serturini |

| Arbitro: | Allegretta (Molfetta) |

|                                            |           |              |
| Dragoni 3’ Giugliano 71’ Linari 83’ (rig.) | Marcatori | 59’ Bonansea |

| Arbitro: | Aldi (Lanciano) |

|                                       |           |                        |
| Arrigoni 36’ Koivisto 47’ Cernoia 55’ | Marcatori | 32’ Greggi 38’ Corelli |

| Arbitro: | Marotta (Sapri) |

|                                          |           |  |
| Giugliano 18’, 41’ Corelli 55’ Haavi 62’ | Marcatori |  |

| Bagno a Ripoli 9 febbraio 2025, ore 15:00 CET 18ª giornata | Fiorentina        | 0 – 0 referto referto 2 | Roma | Stadio Curva Fiesole - Viola Park\| Arbitro: \| Striamo (Salerno) \| |
| Arbitro:                                                   | Striamo (Salerno) |                         |      |                                                                      |

#### Poule scudetto

##### Girone di andata
| Arbitro: | Pezzopane (L'Aquila) |

|                                    |           |                                |
| Harviken 19’ Girelli 25’, 54’, 60’ | Marcatori | 22’ Minami 24’ Haavi 57’ Viens |

| Arbitro: | Gasperotti (Rovereto) |

|                                         |           |             |
| Giugliano 68’ (rig.) Di Guglielmo 90+5’ | Marcatori | 6’ Wullaert |

| 15 marzo 2025 3ª giornata |  | – Turno di riposo |  |  |

| Arbitro: | Drigo (Portogruaro) |

|                                    |           |          |
| Ijeh 28’ Dompig 62’ Arrigoni 90+5’ | Marcatori | 4’ Viens |

| Arbitro: | Gemelli (Messina) |

|                       |           |  |
| Pandini 5’ Minami 41’ | Marcatori |  |

##### Girone di ritorno
| Arbitro: | Ferrieri Caputi (Livorno) |

|              |           |                            |
| Giacinti 83’ | Marcatori | 9’ Stølen Godø 31’ Cantore |

| Arbitro: | Marotta (Sapri) |

|                                             |           |  |
| Polli 6’ Troelsgaard 72’ (aut.) Bartoli 80’ | Marcatori |  |

| 26 aprile 2025 8ª giornata |  | – Turno di riposo |  |  |

| Arbitro: | Aldi (Lanciano) |

|                                                  |           |                             |
| Giacinti 5’ Giugliano 28’ (rig.) Møller Kühl 47’ | Marcatori | 54’ Mesjasz 59’, 90+2’ Ijeh |

| Arbitro: | Colaninno (Nola) |

|  |           |                      |
|  | Marcatori | 48’ (rig.) Giugliano |

### Coppa Italia
| Arbitro: | Raineri (Como) |

|  |           |                                                                                      |
|  | Marcatori | 16’ Glionna 29’ Dragoni 72’ (rig.) Kumagai 78’ Corelli 87’ (rig.) Haavi 90+2’ Greggi |

| Arbitro: | Dorillo (Torino) |

|  |           |             |
|  | Marcatori | 73’ Dragoni |

| Arbitro: | Tropiano (Bari) |

|                          |           |                         |
| Glionna 62’ Linari 90+5’ | Marcatori | 66’ Andrup 90’ Sciabica |

| Arbitro: | Tona Mbei (Cuneo) |

|             |           |                                    |
| Mihelič 86’ | Marcatori | 3’ Viens 26’ Corelli 74’ Giugliano |

| Arbitro: | Zago (Conegliano) |

|                               |           |  |
| Pilgrim 31’ Giacinti 39’, 64’ | Marcatori |  |

| Arbitro: | Colombo (Como) |

|                                                |           |  |
| Girelli 13’ (rig.), 34’ Cantore 21’ Thomas 30’ | Marcatori |  |

### Women's Champions League

#### Qualificazioni
| Arbitro: | Byrne |

|                             |           |              |
| Minami 38’ Viens 85’, 90+3’ | Marcatori | 55’ Korhonen |

| Arbitro: | Cvetković |

|                       |           |                                                                          |
| Saoud 23’ Marchão 59’ | Marcatori | 12’ Haavi 14’, 56’ Dragoni 42’ Giugliano 45+1’ Kumagai 62’, 90’ Giacinti |

#### Fase a gironi
| Arbitro: | Campos |

|                      |           |  |
| Giugliano 14’ (rig.) | Marcatori |  |

| Arbitro: | Olofsson |

|              |           |                                                                         |
| Stašková 76’ | Marcatori | 7’ Cissoko 24’ Giacinti 54’ Haavi 59’ Giugliano 84’ Pandini 87’ Corelli |

| Arbitro: | Byrne |

|  |           |                              |
|  | Marcatori | 36’, 42’ Dumornay 52’ Gilles |

| Arbitro: | Huerta De Aza |

|                                           |           |             |
| Diani 77’, 79’ Le Sommer 89’ Renard 90+2’ | Marcatori | 74’ Dragoni |

| Arbitro: | Martinčić |

|                                                         |           |              |
| Popp 6’ Beerensteyn 65’ Jónsdóttir 68’, 85’, 89’, 90+2’ | Marcatori | 56’ Giacinti |

| Arbitro: | Shukrula |

|                                        |           |  |
| Corelli 9’ Ventriglia 82’ Linari 90+3’ | Marcatori |  |

### Supercoppa italiana
| Arbitro: | Gasperotti (Rovereto) |

|                                      |           |            |
| Glionna 17’ Giacinti 64’ Corelli 89’ | Marcatori | 60’ Janogy |

## Statistiche

### Statistiche di squadra
| Competizione             | Punti | In casa | In casa | In casa | In casa | In casa | In casa | In trasferta | In trasferta | In trasferta | In trasferta | In trasferta | In trasferta | Totale | Totale | Totale | Totale | Totale | Totale | DR  |
| Competizione             | Punti | G       | V       | N       | P       | Gf      | Gs      | G            | V            | N            | P            | Gf           | Gs           | G      | V      | N      | P      | Gf     | Gs     | DR  |
| ------------------------ | ----- | ------- | ------- | ------- | ------- | ------- | ------- | ------------ | ------------ | ------------ | ------------ | ------------ | ------------ | ------ | ------ | ------ | ------ | ------ | ------ | --- |
| Serie A                  | 45    | 13      | 9       | 2       | 2       | 27      | 14      | 13           | 4            | 4            | 5            | 22           | 22           | 26     | 13     | 6      | 7      | 49     | 36     | +13 |
| Coppa Italia             | -     | 2       | 1       | 1       | 0       | 5       | 2       | 3            | 3            | 0            | 0            | 10           | 1            | 6      | 4      | 1      | 1      | 15     | 7      | +8  |
| Women's Champions League | -     | 4       | 3       | 0       | 1       | 7       | 4       | 4            | 2            | 0            | 2            | 15           | 13           | 8      | 5      | 0      | 3      | 22     | 17     | +5  |
| Supercoppa italiana      | -     | -       | -       | -       | -       | -       | -       | -            | -            | -            | -            | -            | -            | 1      | 1      | 0      | 0      | 3      | 1      | +2  |
| Totale                   | -     | 19      | 13      | 3       | 3       | 39      | 20      | 20           | 8            | 4            | 8            | 47           | 37           | 41     | 23     | 7      | 11     | 89     | 61     | +28 |

### Andamento in campionato
| Giornata  | 1 | 2 | 3 | 4 | 5 | 6 | 7 | 8 | 9 | 10 | 11 | 12 | 13 | 14 | 15 | 16 | 17 | 18 | 19 | 20 | 21 | 22 | 23 | 24 | 25 | 26 | 27 | 28 |
| --------- | - | - | - | - | - | - | - | - | - | -- | -- | -- | -- | -- | -- | -- | -- | -- | -- | -- | -- | -- | -- | -- | -- | -- | -- | -- |
| Luogo     | T | C | T | C | T | T | C | T | C | C  | T  | C  | T  | C  | C  | T  | C  | T  | T  | C  | R  | T  | C  | C  | T  | R  | C  | T  |
| Risultato | N | N | V | V | N | P | V | V | V | V  | N  | V  | V  | P  | V  | P  | V  | N  | P  | V  | -  | P  | V  | P  | P  | -  | N  | V  |
| Posizione | 5 | 5 | 4 | 4 | 4 | 5 | 4 | 3 | 3 | 3  | 4  | 3  | 2  | 3  | 3  | 3  | 3  | 3  | 3  | 2  | 3  | 3  | 3  | 3  | 3  | 3  | 3  | 3  |

Legenda:

Luogo: C = Casa; T = Trasferta. Risultato: V = Vittoria; N = Pareggio; P = Sconfitta.

### Statistiche delle giocatrici
| Giocatore       | Serie A  | Serie A | Serie A     | Serie A    | Coppa Italia | Coppa Italia | Coppa Italia | Coppa Italia | Supercoppa italiana | Supercoppa italiana | Supercoppa italiana | Supercoppa italiana | UEFA Champions League | UEFA Champions League | UEFA Champions League | UEFA Champions League | Totale   | Totale | Totale      | Totale     |
| Giocatore       | Presenze | Reti    | Ammonizioni | Espulsioni | Presenze     | Reti         | Ammonizioni  | Espulsioni   | Presenze            | Reti                | Ammonizioni         | Espulsioni          | Presenze              | Reti                  | Ammonizioni           | Espulsioni            | Presenze | Reti   | Ammonizioni | Espulsioni |
| --------------- | -------- | ------- | ----------- | ---------- | ------------ | ------------ | ------------ | ------------ | ------------------- | ------------------- | ------------------- | ------------------- | --------------------- | --------------------- | --------------------- | --------------------- | -------- | ------ | ----------- | ---------- |
| E. Aigbogun     | 7        | 0       | 0           | 0          | 4            | 0            | 0            | 0            | 1                   | 0                   | 0                   | 0                   | 1                     | 0                     | 0                     | 0                     | 13       | 0      | 0           | 0          |
| C. Ceasar       | 19       | -25     | 0           | 0          | 3            | -6           | 0            | 0            | -                   | -                   | -                   | -                   | 7                     | -15                   | 0                     | 0                     | 29       | -46    | 0           | 0          |
| H. Cissoko      | 7        | 0       | 1           | 0          | 5            | 0            | 0            | 0            | 0                   | 0                   | 0                   | 0                   | 3                     | 1                     | 1                     | 0                     | 15       | 1      | 2           | 0          |
| A. Corelli      | 17       | 2       | 2           | 0          | 4            | 2            | 0            | 0            | 1                   | 1                   | 0                   | 0                   | 6                     | 2                     | 2                     | 0                     | 28       | 7      | 4           | 0          |
| L. Di Guglielmo | 24       | 4       | 4           | 0          | 5            | 0            | 0            | 0            | 0                   | 0                   | 0                   | 0                   | 6                     | 0                     | 0                     | 0                     | 35       | 4      | 4           | 0          |
| G. Dragoni      | 21       | 1       | 0           | 0          | 5            | 2            | 0            | 0            | 0                   | 0                   | 0                   | 0                   | 6                     | 3                     | 0                     | 0                     | 32       | 6      | 0           | 0          |
| G. Galli        | 0        | 0       | 0           | 0          | -            | -            | -            | -            | -                   | -                   | -                   | -                   | 0                     | 0                     | 0                     | 0                     | 0        | 0      | 0           | 0          |
| V. Giacinti     | 24       | 6       | 1           | 1          | 4            | 2            | 0            | 0            | 1                   | 1                   | 0                   | 0                   | 8                     | 4                     | 0                     | 0                     | 37       | 13     | 1           | 1          |
| M. Giugliano    | 26       | 12      | 4           | 0          | 5            | 1            | 0            | 0            | 1                   | 0                   | 0                   | 0                   | 8                     | 3                     | 1                     | 0                     | 40       | 16     | 5           | 0          |
| B. Glionna      | 20       | 1       | 1           | 0          | 6            | 2            | 1            | 0            | 1                   | 1                   | 0                   | 0                   | 7                     | 0                     | 0                     | 0                     | 34       | 4      | 2           | 0          |
| G. Greggi       | 19       | 2       | 2           | 0          | 4            | 1            | 0            | 0            | 1                   | 0                   | 0                   | 0                   | 8                     | 0                     | 0                     | 0                     | 32       | 3      | 2           | 0          |
| E. Haavi        | 25       | 3       | 1           | 0          | 5            | 1            | 0            | 0            | 1                   | 0                   | 0                   | 0                   | 6                     | 2                     | 0                     | 0                     | 37       | 6      | 1           | 0          |
| V. Hanshaw      | 10       | 0       | 3           | 0          | 2            | 0            | 0            | 0            | 1                   | 0                   | 0                   | 0                   | 2                     | 0                     | 0                     | 0                     | 15       | 0      | 3           | 0          |
| S. Kim          | 1        | 0       | 0           | 0          | 1            | 0            | 0            | 0            | -                   | -                   | -                   | -                   | -                     | -                     | -                     | -                     | 2        | 0      | 0           | 0          |
| I. Kresche      | 8        | -11     | 0           | 0          | 3            | -1           | 0            | 0            | 1                   | -1                  | 0                   | 0                   | 1                     | 0                     | 0                     | 0                     | 13       | -13    | 0           | 0          |
| S. Kumagai      | 12       | 0       | 0           | 0          | 1            | 1            | 0            | 0            | 1                   | 0                   | 0                   | 0                   | 8                     | 1                     | 0                     | 0                     | 22       | 2      | 0           | 0          |
| E. Linari       | 22       | 2       | 2           | 0          | 3            | 1            | 0            | 0            | 1                   | 0                   | 0                   | 0                   | 7                     | 1                     | 1                     | 0                     | 33       | 4      | 3           | 0          |
| O. Lukášová     | 0        | 0       | 0           | 0          | -            | -            | -            | -            | -                   | -                   | -                   | -                   | -                     | -                     | -                     | -                     | 0        | 0      | 0           | 0          |
| M. Madon        | 0        | 0       | 0           | 0          | 1            | 0            | 0            | 0            | -                   | -                   | -                   | -                   | 0                     | 0                     | 0                     | 0                     | 1        | 0      | 0           | 0          |
| L. Merolla      | 0        | 0       | 0           | 0          | 1            | 0            | 0            | 0            | 0                   | 0                   | 0                   | 0                   | 0                     | 0                     | 0                     | 0                     | 1        | 0      | 0           | 0          |
| M. Minami       | 24       | 3       | 3           | 0          | 5            | 0            | 0            | 0            | 1                   | 0                   | 1                   | 0                   | 8                     | 1                     | 0                     | 0                     | 38       | 4      | 4           | 0          |
| K. Møller Kühl  | 12       | 1       | 0           | 0          | 4            | 0            | 0            | 0            | -                   | -                   | -                   | -                   | -                     | -                     | -                     | -                     | 16       | 1      | 0           | 0          |
| S. Oladipo      | 1        | 0       | 0           | 0          | 0            | 0            | 0            | 0            | -                   | -                   | -                   | -                   | -                     | -                     | -                     | -                     | 1        | 0      | 0           | 0          |
| M. Pandini      | 13       | 2       | 0           | 0          | 5            | 0            | 0            | 0            | 1                   | 0                   | 0                   | 0                   | 6                     | 1                     | 0                     | 0                     | 25       | 3      | 0           | 0          |
| M. Pante        | 3        | 0       | 0           | 0          | 1            | 0            | 0            | 0            | -                   | -                   | -                   | -                   | -                     | -                     | -                     | -                     | 4        | 0      | 0           | 0          |
| A. Pilgrim      | 14       | 1       | 1           | 0          | 5            | 1            | 0            | 0            | 0                   | 0                   | 0                   | 0                   | 2                     | 0                     | 0                     | 0                     | 21       | 2      | 1           | 0          |
| F. Thøgersen    | 26       | 1       | 0           | 0          | 5            | 0            | 0            | 0            | 1                   | 0                   | 0                   | 0                   | 8                     | 0                     | 0                     | 0                     | 40       | 1      | 0           | 0          |
| S. Troelsgaard  | 22       | 0       | 1           | 0          | 4            | 0            | 1            | 0            | 0                   | 0                   | 0                   | 0                   | 8                     | 0                     | 0                     | 0                     | 34       | 0      | 2           | 0          |
| O. Valdezate    | -        | -       | -           | -          | 0            | 0            | 0            | 0            | -                   | -                   | -                   | -                   | -                     | -                     | -                     | -                     | 0        | 0      | 0           | 0          |
| R. Ventriglia   | 2        | 0       | 0           | 0          | 0            | 0            | 0            | 0            | 0                   | 0                   | 0                   | 0                   | 1                     | 1                     | 0                     | 0                     | 3        | 1      | 0           | 0          |
| E. Viens        | 16       | 6       | 2           | 0          | 5            | 1            | 0            | 0            | 0                   | 0                   | 0                   | 0                   | 5                     | 2                     | 0                     | 0                     | 26       | 9      | 2           | 0          |